# Зоряне (Бердичівський район)
Зо́ряне (до 1965 року — Ревуха) — село в Україні, у Ружинській селищній територіальній громаді Бердичівського району Житомирської області. Населення становить 374 осіб (2001).

## Географія
На північно-західній околиці села бере початок річка Оріховатка. За 2 км від села знаходиться залізнична станція «Зарудинці».

## Історія
12 червня 2020 року, відповідно до розпорядження Кабінету Міністрів України № 711-р «Про визначення адміністративних центрів та затвердження територій територіальних громад Житомирської області», територію та населені пункти Зорянської сільської ради Ружинського району включено до складу Ружинської селищної територіальної громади Бердичівського району Житомирської області.

## Відомі люди
- Славіцький Олег Вікторович (1975—2014) — військовий, сержант, загинув при виконанні бойових обов'язків, під час АТО.